# Даруварски Виногради
Даруварски Виногради су насељено мјесто у Западној Славонији. Припадају граду Дарувару, у Бјеловарско-билогорској жупанији, Република Хрватска.

## Географија
Даруварски Виногради се налазе око 3 км сјевероисточно од Дарувара.

## Становништво
Према попису становништва из 2011. године, насеље Даруварски Виногради је имало 164 становника.
| Демографија | Демографија | Демографија |
| Година      | Становника  | Становника  |
| ----------- | ----------- | ----------- |
| 1961.       | 290         |             |
| 1971.       | 367         |             |
| 1981.       | 468         |             |
| 1991.       | 514         |             |
| 2001.       | 166         |             |
| 2011.       |             | 164         |

## Попис 1991.
На попису становништва 1991. године, насељено место Даруварски Виногради је имало 514 становника, следећег националног састава:
| Попис 1991.‍  | Попис 1991.‍  | Попис 1991.‍ | Попис 1991.‍ | Попис 1991.‍ |
| ------------ | ------------ | ----------- | ----------- | ----------- |
|              |              |             |             |             |
| Хрвати       | Хрвати       |             | 274         | 53,30%      |
| Срби         | Срби         |             | 101         | 19,64%      |
| Југословени  | Југословени  |             | 63          | 12,25%      |
| Чеси         | Чеси         |             | 41          | 7,97%       |
| Мађари       | Мађари       |             | 7           | 1,36%       |
| Муслимани    | Муслимани    |             | 6           | 1,16%       |
| Италијани    | Италијани    |             | 1           | 0,19%       |
| Словаци      | Словаци      |             | 1           | 0,19%       |
| Украјинци    | Украјинци    |             | 1           | 0,19%       |
| неопредељени | неопредељени |             | 12          | 2,33%       |
| непознато    | непознато    |             | 7           | 1,36%       |
| укупно: 514  |              |             |             |             |